# Prutning

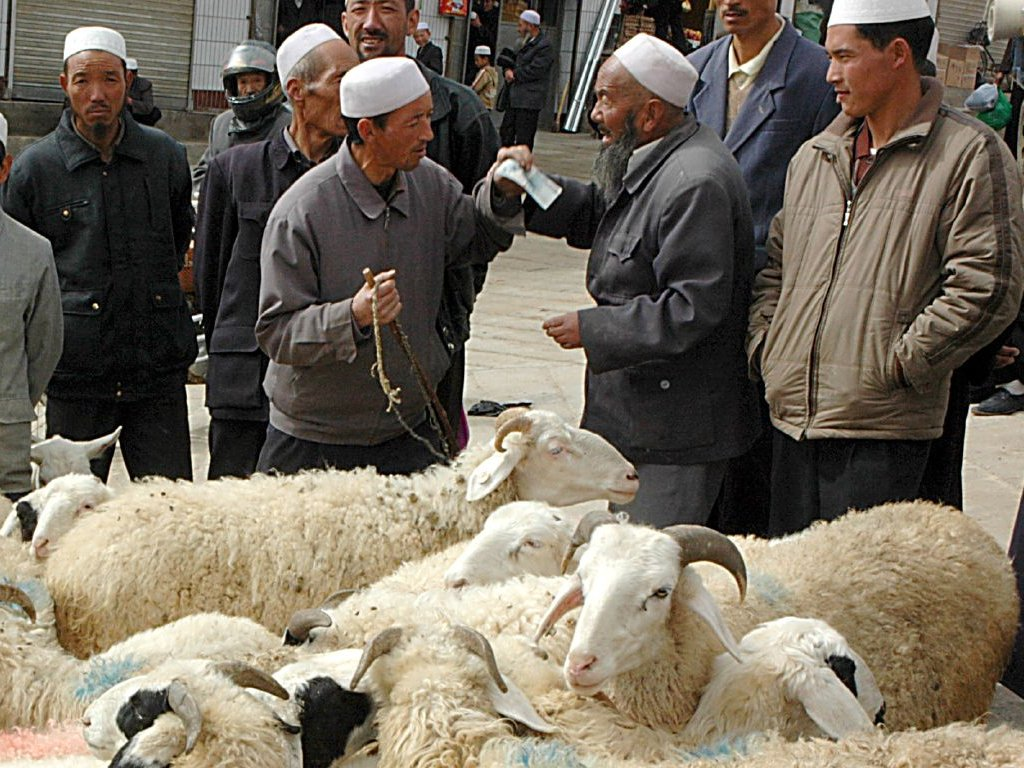
Dongxiang-män diskuterar priset på får i Gansu-provinsen, Kina.

Prutning är tekniken att genom muntlig förhandling sänka priset på en handelsvara eller tjänst.
I Sverige har man som konsument rättigheten att pruta oavsett vilken affär, butik eller verksamhet man besöker. Enligt Pricerunner har 8 av 10 svenskar prisförhandlat (2014). Särskilt vanligt är det att svenskar prutar på bilar, bostäder och hemelektronik. Amerikanska konsumenter prutar mest på priset på möbler (2014).
När man prutar på produkter är det generellt störst chans att lyckas när det är gamla produkter eller skyltexemplar. Förutom sänkt pris kan prutning leda till att man som köpare får andra fördelar, som kostnadsfria varor på köpet.
Pruta, förr även knota, betyder "göra invändningar" och är belagt i svenska språket åtminstone från 1600-talet.